# Перфтороктанова кислота
Перфтороктанова кислота (ПФОК, англ. Perfluorooctanoic acid, PFOA, C8) — перфторована карбонова кислота.

## Використання
- Перфтороктанову кислоту застоствують у виробництві виробів з політетрафторетилену (тефлону), а також інших вогнетривких, вологостійких і незабруднюючих матеріалів (у тому числі, які застосовують для виготовлення одягу). Зокрема при виготовленні виробів з політетрафторетилену ПФОК використовується при емульсійному формуванні виробів як поверхнево-активна речовина.

- Солі з цим аніоном використовуються як ПАР, зокрема, для емульсійної полімеризації при отриманні фторполімерів.

## Небезпека

### Біологічна небезпека
Дуже їдка речовина. Токсин, канцероген.

Проникнення ПФОК в навколишнє середовище в першу чергу пов'язане з витоками при виробництві політетрафторетилену (відомого як тефлон). Основними виробниками на території США є компанії DuPont і 3M.
Лабораторно підтверджено, що ПФОК є причиною розвитку раку печінки і репродуктивних органів у тварин. Також ПФОК призводить до мутацій клітин, проблем імунної системи, щитоподібної і підшлункової залоз. Агентство з охорони навколишнього середовища США визнали небезпеку тефлону і ПФОК. За отриманими результатами досліджень, потрапляючи в організм людини, перфтороктана кислота залишається в ньому протягом 4 років, викликаючи мутації клітин і появу онкологічних утворень. В період 1981-2001 р.р. компанія DuPont не надавала результати аналізів по ПФОК урядовим організаціям, за що і була оштрафована на суму 15 млн доларів. Була запущена програма видалення ПФОК з технологічних процесів.

### Хімічна небезпека
Надзвичайно корозійно активним. При реакціях з металами виділяє вибухонебезпечний водень.
Термічне розкладання відбувається при температурах понад 300°С з виділенням їдких речовин, зокрема фтороводень.

## Фільми
У 2019 році вийшов фільм Темні води, де показана історія корпоративного юриста Роберта Біллота, який розкрив, що компания DuPont з 60-х років забруднювала навколишнє середовище ПФОКом.